# 1792年美国总统选举
1792年美國總統選舉是第二屆四年一度的總統選舉。選舉於1792年11月2日（星期五）至12月5日（星期三）舉行。現任總統喬治·華盛頓在選舉團中以全票當選連任，而約翰·亞當斯則連任副總統。華盛頓基本上沒有競爭對手，但亞當斯面臨與紐約州州長喬治·克林頓競逐連任。
當時的選舉規則要求每位總統選舉人投兩票，不分總統和副總統。得票最多者當選總統，亞軍當選副總統。民主共和黨是為了反對財政部長亞歷山大·漢彌爾頓的政策而組織起來的，該黨支持克林頓競選副總統一職。與此同時，亞當斯在競選連任時得到了聯邦黨的支持。兩個政黨都還沒有完全組織起來，黨派分歧尚未鞏固。
這一屆的規則改為每個選舉人有兩張票：一張投總統，另一張投副總統。現任副總統约翰·亚当斯獲得77張選票，繼續連任。華盛頓則獲得132張選票，也就是每個選舉人都投了他一票。
華盛頓獲得132張選舉人票，每位選舉人一票。亞當斯贏得77張選舉人票，足以贏得連任。克林頓以50張選舉人票名列第三，獲得了他的家鄉紐約州以及南方三州。另外兩位候選人贏得了餘下的五張選舉人票。在這次選舉中，原有的13個州首次各自指定選舉人，新加入的肯塔基州和佛蒙特州也指定了選舉人。

## 大选

### 候选人
1792年，總統選舉仍按照《美國憲法》規定的原始方法進行。在此制度下，每位選舉人投兩票：獲得最多選票的候選人（只要他們贏得多數）成為總統，而第二名則成為副總統。《第十二修正案》最終取代了這一制度，要求選舉人對總統和副總統各投一票，但這一改變直到1804年才生效。正因如此，很難使用現代術語來描述這次選舉中候選人之間的關係。
歷史學家通常認為華盛頓是在沒有對手的情況下參選的。事實上，現任總統獲得了兩黨的支持，每個選民都投了一票。副總統的選擇則分歧更大。聯邦黨支持現任副總統、馬薩諸塞州的約翰·亞當斯，而民主共和黨則支持紐約州州長喬治·克林頓參選。由於幾乎沒有人懷疑華盛頓是否會獲得最多選票，亞當斯和克林頓實際上是在競爭副總統一職；但根據法律規定，他們在严格意义上是與華盛頓競爭的總統候選人。
聯邦黨候選人
- 乔治·华盛顿，美國總統，來自維吉尼亞州。
- 约翰·亚当斯，美国副总统，來自麻萨诸塞州。

民主共和黨候選人
- 乔治·克林顿，纽约州州长。

其他
- 托马斯·杰斐逊（弗吉尼亚州），美国国务卿。
- 阿龙·伯尔（纽约州），美国紐約州参议员。

候选人
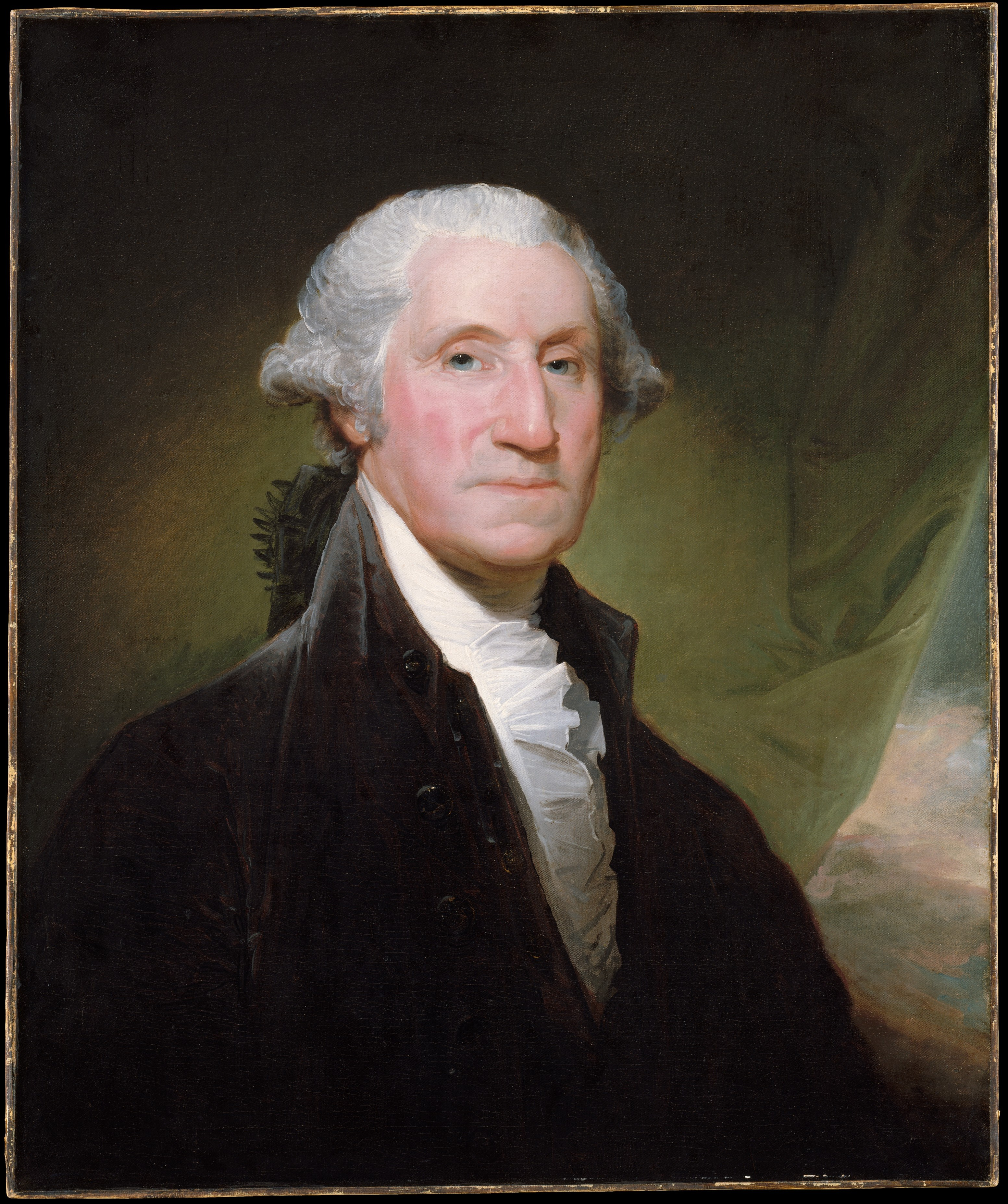
喬治·華盛頓 （弗吉尼亚州）
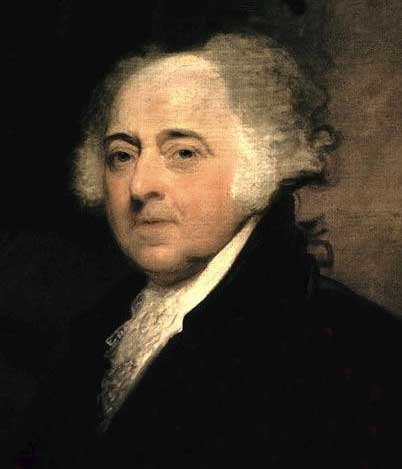
約翰·亞當斯 （麻薩諸塞州）
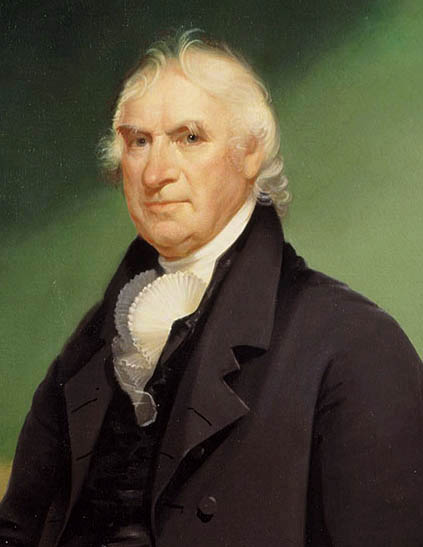
喬治·柯林頓 （纽约州）
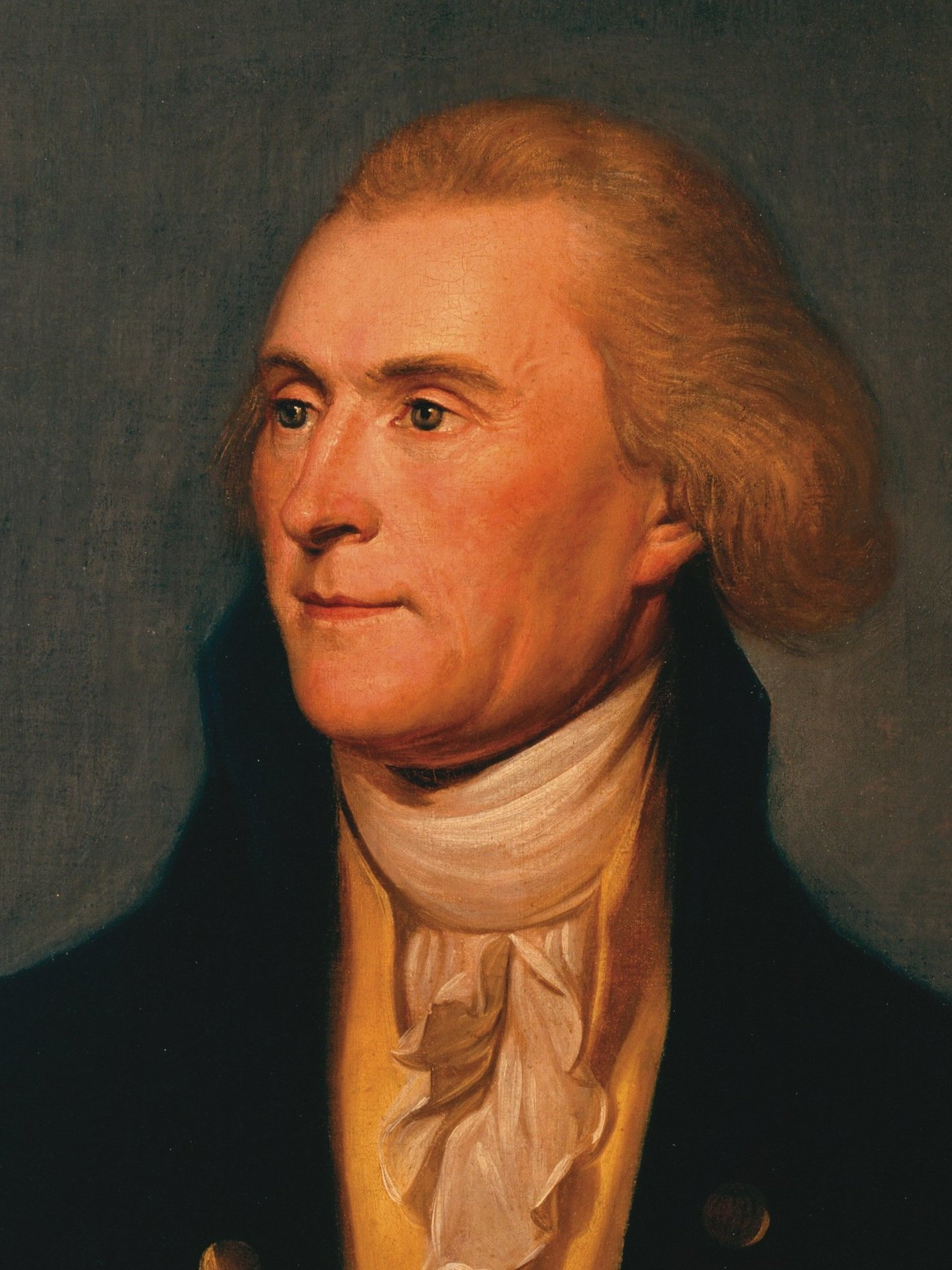
湯瑪斯·傑佛遜 （弗吉尼亞州）
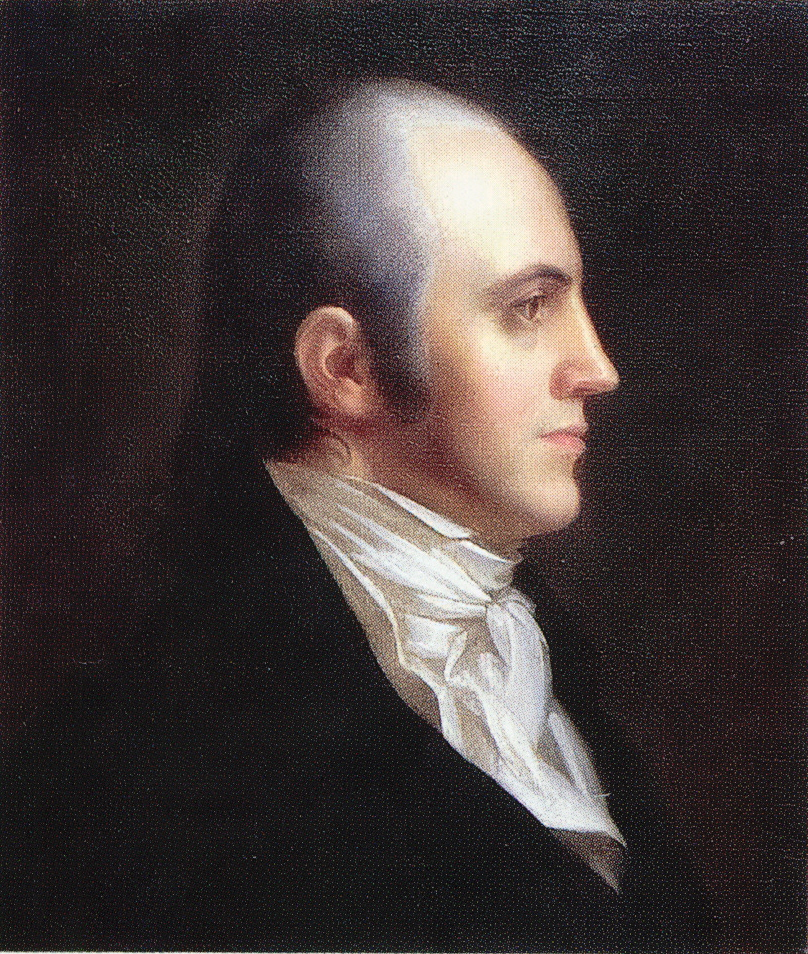
阿龍·伯爾 （紐約州）

## 選舉結果
華盛頓全票連任，從132名參與選舉的選民中每人獲得一票。亞當斯獲得77名選舉人的投票，克林頓獲得50名選舉人的投票；來自肯塔基州的四名選舉人投票支持托馬斯·傑斐遜，一名南卡羅來納州的選舉人投票支持亞倫·伯爾。選舉人票在四位候選人之間的分配顯示出高度的政黨紀律，只有兩位選舉人的投票與其所在州的大多數人相反。亞當斯獲得了新英格蘭、南卡羅來納州和大西洋中部各州（紐約除外）的支持，而克林頓獲得了紐約和南部大部分地區的支持。亞當斯以第二名的成績當選副總統，直至他在1797年當選總統；他的三位競爭對手依次擔任副總統，傑斐遜從1797年到1801年（當時他也繼任總統），伯爾從1801年到1805年，克林頓從1805年到1812年去世。
在有資格選擇選舉人團代表的15個州中，有9個州是通過州議會投票選出代表的；其餘6個州則採用了某種形式的普選。其中馬里蘭州、馬薩諸塞州、新罕布什爾州和賓夕法尼亞州的完整申報表尚存，弗吉尼亞州的申報表不完整，肯塔基州的普選記錄不詳。在有完整選票的州中，只有賓夕法尼亞州出現了真正的黨派競爭；聯邦主義選舉人中有一人投給了華盛頓和亞當斯，但也有一人投給了華盛頓和克林頓。當時，政黨組織仍處於萌芽階段，候選人的黨派效忠並不總是顯而易見：因此，很難說賓夕法尼亞投給克林頓的票是不忠實的選舉人，還是選舉人按照承諾投票。

### 选举人票
| 总统候选人          | 政党         | 家乡州       | 普选得票(a)  | 普选得票(a)  | 选举人票(b) |
| 总统候选人          | 政党         | 家乡州       | 票數         | 百分比       | 选举人票(b) |
| ------------------- | ------------ | ------------ | ------------ | ------------ | ----------- |
| 乔治·华盛顿（現任） | 無黨籍       | 弗吉尼亞州   | 11,176       | 100.0%       | 132         |
| 約翰·亞當斯         | 聯邦黨       | 麻薩諸塞州   | —            | —            | 77          |
| 喬治·柯林頓         | 民主共和黨   | 紐約州       | —            | —            | 50          |
| 托馬斯·傑斐遜       | 民主共和黨   | 弗吉尼亞州   | —            | —            | 4           |
| 阿龍·伯爾           | 民主共和黨   | 紐約州       | —            | —            | 1           |
| 总计                | 总计         | 总计         | 11,176       | 100.0%       | 264         |
| 獲勝所需票數        | 獲勝所需票數 | 獲勝所需票數 | 獲勝所需票數 | 獲勝所需票數 | 67          |

(a) 在15個州中，只有6個州以任何形式的普選方式選出選舉人，而第十二修正案前的選舉人投票規則模糊了選民的意向，而那些以普選方式選出選舉人的州通過財產規定限制了投票。
(b) 來自馬里蘭州的兩名選舉人和來自佛蒙特州的一名選舉人沒有投票。

### 普選得票
| 政黨       | 普選得票(a),(b),(c),(d) | 普選得票(a),(b),(c),(d) |
| 政黨       | 票數                    | 百分比                  |
| ---------- | ----------------------- | ----------------------- |
| 聯邦黨     | 6,818                   | 87.6%                   |
| 民主共和黨 | 962                     | 12.4%                   |
| 總數       | 7,780                   | 100.0%                  |

來源 (民選得票)： 新國家投票： 1787-1825 年美國選舉報表 。
(a) 15個州中只有6個州以任何形式的普選投票選出選舉人。
(b) 第十二修正案之前的選舉投票規則掩蓋了選民的意向。
(c) 那些以普選方式選出選舉人的州通過財產規定對選舉權的限制大相徑庭。
(d) 有幾個州的選票不完整。

### 各州統計
這個時期的選舉與現代的總統選舉大相逕庭。選票上很少提及真正的總統候選人，選民投票給特定的選舉人，而選舉人則承諾支持特定的候選人。有時會混淆特定選民究竟承諾支持誰。結果以任何派別選舉人的最高結果報告。例如，如果三位聯邦派選舉人分別獲得100票、50票和25票，聯邦派選舉人將被記錄為獲得100票。報告結果方式的混淆可能導致各州結果總和與全國結果之間的差異。
在馬薩諸塞州，東區表現最好的選舉人候選人托馬斯·賴斯（Thomas D. Rice）沒有被马萨诸塞州议会選為選舉人。賴斯是聯邦黨人，他的選票被計入下表的州總計中，而不是表現第二好的選民候選人。
肯塔基州、賓夕法尼亞州和弗吉尼亞州的總數似乎不完整。有幾個州的候選人所得選票不詳。
| 康涅狄格州   | 9      | 無普選得票                             | 無普選得票                             | 9                                      | 無普選得票                             | 無普選得票                             | -                                      | -      | -      | - | -      |  |  |
| 特拉華州     | 3      | 無普選得票                             | 無普選得票                             | 3                                      | 無普選得票                             | 無普選得票                             | -                                      | -      | -      | - | -      |  |  |
| 佐治亞州     | 4      | 無普選                                 | 無普選                                 | 4                                      | 無普選得票                             | 無普選得票                             | -                                      | -      | -      | - | -      |  |  |
| 肯塔基州     | 4      | 無數據                                 | 無數據                                 | -                                      | 無數據                                 | 無數據                                 | 4                                      | -      | -      | - |        |  |  |
| 馬里蘭州     | 8 (10) | 898                                    | 100.00                                 | 8                                      | 無數據                                 | 無數據                                 | -                                      | 898    | 100.00 | 2 | :4     |  |  |
| 馬薩諸塞州   | 16     | 4,138                                  | 100.00                                 | 16                                     | 未獲選票                               | 未獲選票                               | -                                      | 4,138  | 100.00 | - | [ 9 ]  |  |  |
| 新罕布什爾州 | 6      | 1,782                                  | 100.00                                 | 6                                      | 未獲選票                               | 未獲選票                               | -                                      | 1,782  | 100.00 | - | [ 10 ] |  |  |
| 新澤西州     | 7      | 無普選得票                             | 無普選得票                             | 7                                      | 無普選得票                             | 無普選得票                             | -                                      | -      | -      | - | -      |  |  |
| 紐約州       | 12     | 無普選得票                             | 無普選得票                             | -                                      | 無普選得票                             | 無普選得票                             | 12                                     | -      | -      | - | -      |  |  |
| 北卡羅萊納州 | 12     | 無普選得票                             | 無普選得票                             | -                                      | 無普選得票                             | 無普選得票                             | 12                                     | -      | -      | - | -      |  |  |
| 賓夕法尼亞州 | 15     | 表現最佳的兩位選舉人獲得兩個團體的支持 | 表現最佳的兩位選舉人獲得兩個團體的支持 | 表現最佳的兩位選舉人獲得兩個團體的支持 | 表現最佳的兩位選舉人獲得兩個團體的支持 | 表現最佳的兩位選舉人獲得兩個團體的支持 | 表現最佳的兩位選舉人獲得兩個團體的支持 | -      | -      | - | [ 11 ] |  |  |
| 羅德島州     | 4      | 無普選得票                             | 無普選得票                             | 4                                      | 無普選得票                             | 無普選得票                             | -                                      | -      | -      | - | -      |  |  |
| 南卡羅萊納州 | 8      | 無普選得票                             | 無普選得票                             | 7                                      | 無普選得票                             | 無普選得票                             | 1                                      | -      | -      | - | -      |  |  |
| 佛蒙特州     | 3 (4)  | 無普選得票                             | 無普選得票                             | 3                                      | 無普選得票                             | 無普選得票                             | -                                      | -      | -      | 1 | -      |  |  |
| 弗吉尼亞州   | 21     | 無數據                                 | 無數據                                 | -                                      | 962                                    | 962                                    | 21                                     | -      | -      | - | [ 12 ] |  |  |
| 總數         | 135    | 6,818                                  | 96.16                                  | 67                                     | 962                                    | 3.84                                   | 50                                     | 26,385 | 92.32  | 3 |        |  |  |
| 獲勝所需     | 68     |                                        |                                        |                                        |                                        |                                        |                                        |        |        |   |        |  |  |

来源: U.S. President National Vote（页面存档备份，存于）. Our Campaigns（页面存档备份，存于）（2006年2月11日)

## 延伸阅读
- Berg-Andersson, Richard. . The Green Papers. 2000-09-17  [March 20, 2005]. （原始内容存档于2020-11-05）.
- Elkins, Stanley; McKitrick, Eric. . Oxford University Press. 1995.
- A New Nation Votes: American Election Returns, 1787-1825